# Matt Dallas
Matt Dallas, właściwie Matthew Joseph Dallas (ur. 21 października 1982 w Phoenix) – amerykański aktor telewizyjny i filmowy, model.

## Życiorys
Urodził się w Phoenix w stanie Arizona jako najstarszy z czterech braci. Od dwunastego roku życia myślał o karierze sportowej. Zmienił plany, gdy wraz z babcią poszedł z wizytą do teatru na inscenizację baśni Hansa Christiana Andersena Brzydkie kaczątko. Po ukończeniu szkoły średniej przeprowadził się do Los Angeles. Karierę w show biznesie zapoczątkował jako model,
Pojawił się w teledysku Jamesa Blunta do piosenki „Goodbye My Lover” (2005) z udziałem Mischy Barton i wystąpił gościnnie w serialu HBO Ekipa (Entourage, 2005) u boku Adriana Greniera, Debi Mazar i Kevina Dillona. Przełomem stała się rola Kyle w serialu ABC Kyle XY (od 2006), za którą zdobył nominację do nagrody Saturna.

### Życie prywatne
6 marca 2009, Perez Hilton na swojej oficjalnej stronie internetowej wyoutował Dallasa jako homoseksualistę, zdradzając szczegóły jego romansu z aktorem Jonathanem Bennettem. Dallas i Bennett zerwali ze sobą. W październiku 2013 Dallas wyjawił, że jest zaręczony z muzykiem Blue Hamiltonem. Para pobrała się 5 lipca 2015, a w grudniu tego samego roku ogłosili, że adoptowali dwuletniego chłopca Crowa.

## Filmografia

### Filmy fabularne
- 2005: Ambitny (Wannabe) jako tancerz Monkee #1
- 2005: Rzeźnik na obozie (Camp Daze) jako Mario
- 2005: Droga wampira (Way of the Vampire) jako Todd
- 2006: Żyjąc marzeniem (Living the Dream) jako Michael
- 2007: Hindus (The Indian) jako Danny
- 2008: Opiekunka poszukiwana (Babysitter Wanted) jako Rick
- 2009: As Good as Dead jako Jake
- 2010: Piękna i teczka (Beauty and the Briefcase) jako Seth

### Seriale TV
- 2005: Ekipa (Entourage) jako model
- 2006–2009: Kyle XY jako Kyle
- 2009: Eastwick jako Chad

### Filmy krótkometrażowe
- 2006: Shugar Shank jako Evan

### Teledyski
- 2005: James Blunt – „Goodbye My Lover”
- 2009: Katy Perry – „Thinking of You”
- 2014: Rhett & Link – „It's My Belly Button”